# Das Duo: Bestien
Bestien ist der 19. Film aus der deutschen Krimireihe Das Duo. Er wurde in Lübeck unter Regie von Christian Görlitz gedreht und hatte am 4. April 2010 um 21:00 Uhr auf ZDFneo Premiere. Bei der Erstausstrahlung im ZDF-Hauptprogramm am 17. April 2010 erreichte der Film insgesamt 4,71 Millionen deutsche Zuschauer und damit einen Marktanteil von 15,0 Prozent.

## Handlung
Der holsteiner Junker Heinrich von Laatzen findet im Wald seines Gutes seinen ehemaligen Forstverwalter Werner Schumacher tot auf. Als er die Polizei verständigt, schlägt ihn unvermittelt Schumachers Freund, Tim Stein, mit einer Eisenstange nieder. Nachdem Kommissarin Ahrens eintrifft, liegt Heinrich von Laatzen hinter dem Steuer seines vom Weg abgekommenen Wagens. Angeblich hatte er einen Unfall, was ihm die Kommissarin nur schwer glauben kann.
Werner Schumacher ist schon seit zehn Wochen tot, nachdem er sich regelrecht zu Tode gehungert hatte. Auf dem Hochsitz, wo man ihn gefunden hat, entdeckt die Spurensicherung Schumachers Tagebuch. Hier hatte er jeden Gedanken und jedes Gefühl während seines Ablebens akribisch aufgeschrieben.
Ahrens und Hertz befragen Schumachers Exfrau, die sich sehr erleichtert zeigt über dessen Tod. Schumacher hatte sie zuletzt ständig belästigt und verfolgt. Die talentierte Geigenspielerin gesteht den Kommissarinnen, dass sie mit Heinrich von Laatzen, der ihr große Auftritte verschafft hat, ein Verhältnis hatte. Somit erklären sich die von Schumacher gewählten Todesumstände darin, dass er von Laatzen nicht verzeihen konnte, ihm seine Frau weggenommen zu haben und er sich noch immer nach ihr „verzehrt“ hatte. Nachdem sich Viktor Ahrens das Tagebuch und die Einträge darin ansieht, stößt er auf eine Art Geständnis. So wie es sich darstellt, hat Schumacher den Tod eines Menschen verschuldet. Die Suche nach einer vermissten Person in den letzten Monaten führt zu Thea Haiden, einer neunundzwanzigjährigen jungen Frau aus Lübeck. Anhand der Notizen im Tagebuch wird dann die Leiche in einem Fass in der Werft gefunden, die ebenfalls von Laatzen gehört.
Unerwartet meldet sich Tim Stein, ein angeblicher Freund von Werner Schumacher, im Polizeirevier und beschuldigt von Laatzen Schumacher getötet zu haben. Zusammen mit Freya Schumacher hätten „sie ihn mit ihren Seelen umgebracht. Nicht mit den Händen.“ Sie seien schlechte Menschen. Im Zuge seiner Aussage räumt er ein, deshalb auf von Laatzen eingeschlagen zu haben. Den Kommissarinnen gibt der Mann allerdings Rätsel auf. Er ist psychisch auffällig und benimmt sich relativ kindisch. Immer wieder betont er stark zu sein und kein Loser. Er hätte Schumacher aufgerichtet, nachdem ihn seine Frau betrogen und er seine Anstellung bei von Laatzen verloren hatte. Hertz ahnt jedoch, dass Stein Schumacher nur dazu benutzt hatte, um Macht über ihn zu haben und ihn zu manipulieren. Sie lockt ihn aus der Reserve und bemerkt, dass er plötzlich misstrauisch wird und sein übertriebenes Mitteilungsbedürfnis einstellt. Heimlich folgt sie ihm auf ein Schiff, das er im Rahmen seiner Betreuertätigkeit im Hafen wartet. Als Stein sie bemerkt, sperrt er sie in eine Kajüte ein und droht sich zu erschießen als Kommissarin Ahrens eintrifft. Nachdem sich die Situation wieder entspannt, wird Stein festgenommen und verhört. Er gibt an, dass er Schumacher „nur“ helfen wollte, sich an seinem ehemaligen Chef Laatzen und an seiner Frau zu rächen. Um das „fehlerfrei“ hinzubekommen, hatten sie Thea Haiden zu sich gelockt und wollten das Ganze vorher üben. Das sei dann aus dem Ruder gelaufen und die junge Frau dabei getötet worden, als sie sie mit einem Seil um den Hals bestrafen wollten. Kommissarin Ahrens ist davon überzeugt, dass Stein der alleinige Täter war, weil Schumacher viel zu labil für solch eine Tat gewesen war. Außerdem stand davon nichts in seinem Tagebuch. Nachdem Hertz Tim Stein eindringlich ins Gewissen redet, gibt er die Tat zu und sie muss erkennen, wie unerwiderte Liebe aus Menschen Bestien werden lassen kann.

## Kritik
Rainer Tittelbach von tittelbach.tv meinte:  „Warum morden Menschen? scheint dieser Film zu fragen. Weil sie böse sind? Weil das Schicksal es so bestimmt? Weil eine kalte Welt es so will? Thematischer Referenzfilm: ‚Tatort – Weil sie böse sind‘. Allein dem düsteren Krimidrama von Christian Görlitz fehlt jener magische Sog.“ So „zieht dieser Film den Zuschauer nicht unbedingt in seinen Bann. Der Film entwickelt keine magische Spannung wie jener ‚Tatort‘ mit Matthias Schweighöfer, er funktioniert vielmehr als ein Puzzle. Und der Zuschauer braucht Geduld.“
Bei Quotenmeter.de wertete Julian Miller: „Zweifelsfrei lässt sich sagen, dass es sich beim strukturellen Aufbau dieser Folge um ein mit viel Raffinesse ausgeklügeltes Gebilde handelt. In den ersten Minuten scheint alles zunächst recht wenig Sinn zu geben und der Zuschauer wird mit einigen unzusammenhängenden Impressionen allein gelassen. Doch mit dem Ende des ersten Aktes beginnen die Fäden, langsam zusammenzulaufen und die Hintergründe der Machenschaften des von Laatzen-Clans kommen immer mehr ans Tageslicht. Die Plantings werden dabei stets sehr subtil gelegt und die Enthüllungen kommen nahezu immer zur rechten Zeit.“
Die Kritiker der Fernsehzeitschrift TV Spielfilm zeigten den Daumen zur Seite und meinten „Die vollgepfropfte Handlung entbehrt jeder Glaubwürdigkeit – immerhin sieht der Lübecker Hafen schön schaurig aus.“ Als Gesamtfazit zogen sie „Gute Optik, aber unglaublich holprig“.